# Полиглот

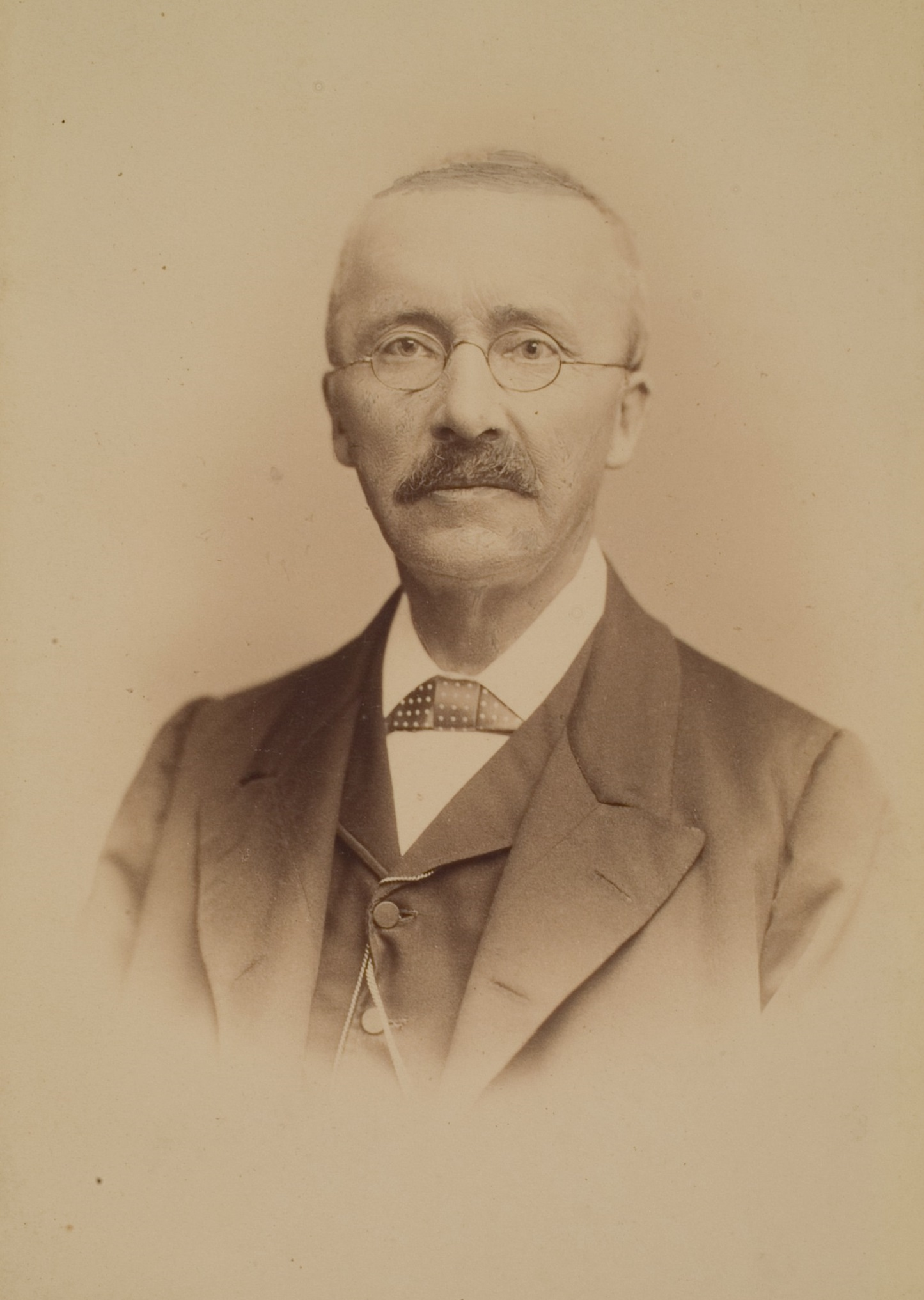
Генрих Шлиман, владевший не менее чем 15 языками.

Полигло́т (греч. πολύγλωττος от греч. πολυ-, «много» и γλώττα, «язык») — человек, знающий много языков. Общепринятого количественного критерия, сколькими языками и в какой мере должен владеть человек, чтобы считаться полиглотом, не установлено. В большинстве случаев речь идёт о четырёх и более языках. Для человека владеющего особо большим количеством (10 и более) языков на высоком уровне иногда используется термин гиперглот; в ходу также термин гиперполиглот введенный лингвистом Ричардом Хадсоном и используемый, по разным источникам, для обозначения людей, владеющих более чем 10 или 6 языками.
Полиглота следует отличать от мультилингвального человека (билингва, трилингва), усвоившего несколько языков от рождения или в раннем детском возрасте, и от плюрилингва, выучившего несколько языков как школьные предметы.
Американский лингвист Майкл Эрард отмечает, что, как правило, полиглоты, способные бегло говорить на разных языках, не всегда хорошо их знают, а полиглоты, читающие на многих языках, не слишком хорошо на всех них говорят. Даже самые одарённые способны легко переключаться не более чем между шестью-семью языками.
Полиглотами являются многие языковеды, однако далеко не все лингвисты — полиглоты и далеко не все полиглоты имеют склонность или способность к лингвистическому анализу, поскольку есть существенная разница между практическим владением языками и знаниями о языке; можно хорошо знать теорию языка и не владеть языками практически.

## Известные полиглоты
- Джузеппе Меццофанти (1774—1849) — итальянский кардинал, по некоторым источникам знал до 40 языков.
- Като Ломб (1909—2003) — венгерский переводчик, владевшая 16 языками.
- Зияд Фазах (род. 1954) — родом из Либерии, утверждает, что владеет более чем 50 языками.
- Александр Аргуэллес (род. 1964) — американский лингвист, освоивший около 50 языков[12].

## Способы изучения языков
Опросом полиглотов с целью выяснить особенности их многоязычной деятельности занимались многие исследователи.
Полиглоты используют различные методы:
- Полное погружение (иммерсия);
- Самостоятельное обучение;
- Использование мнемонических техник;
- Чтение и прослушивание материалов на иностранном языке;
- Общение с носителями.

Многие полиглоты подчеркивают важность мотивации, регулярной практики и интереса к культуре языка.

## Полиглотия и когнитивные особенности
Исследования показывают, что знание нескольких языков:
- Улучшает память и концентрацию;
- Замедляет возрастные когнитивные изменения;
- Способствует лучшей способности к переключению между задачами.

Однако мнение о том, что полиглоты обладают «врождённым языковым талантом», не всегда подтверждается: чаще речь идёт о дисциплине, интересе и систематичном подходе.

## В культуре
Полиглоты часто становятся героями документальных фильмов, книг и телепередач. С развитием интернета появилось множество видеоблогов, посвящённых изучению языков и рассказам полиглотов о своих подходах (например, каналы Стивена Кауфмана, Луки Лампарелло, Ричарда Саймонета).

## Авторы работ о мультилингвизме
- Бетти Лу Ливер (англ. Betty Lou Leaver)
- Като Ломб
- Майкл Эрард
- Гилад Цукерман